# Abwicklung (Finanzmanagement)
Als Abwicklung (oder englisch backoffice) werden in der Organisationslehre diejenigen Organisationseinheiten in Kreditinstituten und im Finanzmanagement von Industrieunternehmen bezeichnet, die mit der Dokumentation und der Durchführung der durch den Handel oder der Marktseite abgeschlossenen Finanztransaktionen betraut sind.

## Allgemeines
Organisationseinheiten für die Abwicklung sind als Geschäftsbereiche oder Abteilungen organisiert.
Im Kreditwesen ist die Abwicklung ein Ergebnis der Funktionstrennung zwischen Handel und Marktfolge. Diese – mit dem Vier-Augen-Prinzip verknüpfte – Trennung soll sicherstellen, dass mindestens zwei räumlich und organisatorisch voneinander getrennte Personen und Funktionen entweder einen Geschäftsabschluss tätigen oder diesen abwickeln. Eine durchgängige organisatorische Funktionstrennung von Geschäftsabschluss, Abwicklung und Risikokontrolle gehört zu den zentralen Aspekten einer risikobewussten Organisationsgestaltung.

## Spektakuläre Fälle im Bankwesen
Eine der spektakulärsten Bankenpleiten der jüngeren deutschen Geschichte, die auch auf organisatorische Mängel zurückzuführen war, ist der Zusammenbruch der Herstatt-Bank im Juni 1974. Devisenhandel und Abwicklung waren hier nicht optimal getrennt, teilweise wurden Händlerzettel – obwohl bilanzrelevant – nicht verbucht. Deshalb erließ die frühere Bankenaufsicht BaKred im Februar 1975 die „Mindestanforderungen für bankinterne Kontrollmaßnahmen bei Devisengeschäften“.
Der noch spektakulärere Zusammenbruch der Barings Bank im Februar 1995 war unter anderem darauf zurückzuführen, dass der Trader Nick Leeson Schlüsselpositionen sowohl im Frontoffice als auch im Backoffice innehatte und ihm dieser Umstand kriminelle Aktivitäten ermöglichte, die letztlich den Ruin der Bank zur Folge hatten.

## Aufgaben
In der Abwicklung werden insbesondere Abrechnungen, Geschäftsbestätigungen und Zahlungsanweisungen erstellt, mit Geschäften verbundene Termine (Fälligkeiten, Laufzeiten) festgehalten, Terminkontrollen vorgenommen, Zahlungen überwacht und Gegenbestätigungen von Kontrahenten im Hinblick auf ihre Übereinstimmung mit den abgeschlossenen Geschäften kontrolliert (Nostrokontrolle). In der Ablauforganisation ist die Abwicklung eine Funktion, die als Organisationseinheit (Abteilung) geführt wird. Ziel der Abwicklung ist das Settlement als Erfüllung der Geschäfte.

## Rechtsgrundlagen
Kreditinstitute müssen gemäß § 25a KWG über eine ordnungsgemäße Geschäftsorganisation verfügen, welche die Einhaltung der vom Institut zu beachtenden gesetzlichen Bestimmungen und der betriebswirtschaftlichen Notwendigkeiten gewährleistet. Zur Konkretisierung dieser Grundsatznorm erließ bereits im Oktober 1995 die Bankenaufsicht BaFin für Handelsgeschäfte die – inzwischen aufgehobene – „Verlautbarung über Mindestanforderungen an das Betreiben von Handelsgeschäften der Kreditinstitute“. Sie wurde im Dezember 2005 ersetzt durch die von der BaFin stammenden Mindestanforderungen an das Risikomanagement (BA). Hiernach ist gemäß BTO 2.1 maßgeblicher Grundsatz für die Ausgestaltung der Prozesse im Handelsgeschäft die klare aufbauorganisatorische Trennung des Bereichs Handel von den Funktionen des Risikocontrollings sowie der Abwicklung und Kontrolle bis einschließlich der Ebene der Geschäftsleitung.

### Handel
Gemäß BTO 2.2.1 müssen die Kontrakte sämtliche Konditionen und Nebenabreden enthalten, und es sind nach Möglichkeit Standardverträge zu verwenden (etwa von der International Swaps and Derivatives Association oder der Loan Market Association). Geschäfte zu nicht marktüblichen Bedingungen sind allgemein unzulässig. Auch im Homeoffice darf gearbeitet werden, doch muss eine ausreichende Präsenz in den Geschäftsräumen gewährleistet sein. Die Kontrakte sind ausnahmslos in den institutseigenen Handels- und Abwicklungssystemen zu erfassen.

### Abwicklung und Kontrolle
Nach BTO 2.2.2 sind über die vom Handel registrierten Kontrakte Geschäftsbestätigungen und Abrechnungen für die Kontrahenten anzufertigen und die daran anschließenden Abwicklungsaufgaben durchzuführen. Der unverzügliche Eingang der Gegenbestätigungen ist zu überwachen, wobei sichergestellt sein muss, dass die eingehenden Gegenbestätigungen zuerst und direkt in die Abwicklung gelangen und nicht an den Handel adressiert sind. Die Kontrolle erstreckt sich auf die Gegenbestätigungen der Kontrahenten und muss auch inaktive Portfolien (englisch dormant portfolios), Pseudo-Kontrahenten (englisch dummy counterparties) und Zwischenkonten umfassen.  
Jedes Geschäft ist grundsätzlich von der Abwicklung gegenüber dem Kontrahenten zu bestätigen. Bei Interbankengeschäften ist es bei den meisten Geschäftsarten üblich, dass beide Seiten das Geschäft – meist synchron – bestätigen (die Bestätigung des Kontrahenten wird Gegenbestätigung genannt). Der Eingang einer Gegenbestätigung muss überwacht, fehlende Gegenbestätigungen angemahnt werden. Das Bestätigungsverfahren soll sicherstellen, dass alle abgeschlossenen Geschäfte (und nur diese) korrekt in den eigenen Systemen erfasst sind. Stellen die Mitarbeiter der Abwicklung eine Abweichung zwischen den eigenen Geschäftsunterlagen und der Bestätigung des Kontrahenten fest, müssen sie darauf sofort reagieren. Dies geschieht bei einfachen Irrtümern häufig zuerst durch eine Kontaktaufnahme mit dem Händler, der das Geschäft abgeschlossen hat, oder der Abwicklung des Kontrahenten. Bei größeren Abweichungen oder Betrugsverdacht ist jedoch eine Information der entsprechenden Managementebene notwendig.

## Organisatorische Aspekte
Diese umfassenden Vorgaben der Bankenaufsicht gelten bei Nichtbanken als „Best Practice“. Die Handelsbereiche in Kreditinstituten und Nichtbanken (Großunternehmen, Konzerne) wie Devisenhandel, Derivatehandel, Edelmetallhandel oder Wertpapierhandel sind – ähnlich wie der Parketthandel an der Börse – von großer Hektik und hohem Stress geprägt. Dadurch steigt die Fehlergefahr, die bei den Beteiligten zu hohen Schäden führen kann. Da hierbei menschliches Versagen und technisches Versagen von internen Verfahren und Systemen vorliegt, gehören derartige Schäden in Kreditinstituten zu den operationellen Risiken. Diese sind – ähnlich wie das Kreditrisiko – durch Eigenmittel zu unterlegen.

### Abwicklungsabteilungen der Kreditinstitute
Bei Kreditinstituten ist zumindest die Trennung der Geschäftsprozesse zwischen Handel und Abwicklung gewährleistet. Heute gehört die aufbau- und ablauforganisatorische Trennung von Handel und Abwicklung bis einschließlich der Ebene der Geschäftsleitung zu den Mindestanforderungen, die seitens der deutschen Bankenaufsicht an Kreditinstitute gestellt werden. Auch innerhalb der jeweiligen Funktionsbereiche muss gewährleistet sein, dass bei der Bearbeitung von Geschäftsvorfällen miteinander unvereinbare Tätigkeiten durch verschiedene Personen ausgeführt werden.
Mindestanforderungen sind dabei ein Organisationsmittel, mit dem die ordnungsgemäße Organisation des Geschäftsbetriebs in Teilbereichen der Kreditinstitute sichergestellt werden soll, um mögliche Interessenkollisionen zu vermeiden. Bei großen Kreditinstituten unterteilen sich die Abwicklungsbereiche in mehrere spezialisierte Abteilungen, da die Abwicklung verschiedener Produkttypen (z. B. börsengehandelte Produkte, außerbörslich gehandelte Derivate, Devisen) jeweils eigene Prozesse erforderlich macht.
Einen Sonderfall stellen Geschäfte dar, die über ein automatisiertes Abwicklungssystem („Matching-System“) abgerechnet werden. Dazu gehören beispielsweise über die Abwicklungssysteme der Deutschen Börse Zug um Zug abgerechnete Wertpapiergeschäfte. Die Abwicklungseinheiten der Kontrahenten stellen die notwendigen Informationen für Zahlung und Lieferung des Geschäfts („Settlement Instruction“) im Matching-System ein. Diese erfüllen gleichzeitig die Funktion einer Bestätigung. Die Überwachung des Abrechnungsverfahrens durch die Abwicklungsabteilung erfüllt denselben Zweck wie eine Überwachung des Eingangs einer Gegenbestätigung.

### Abwicklungsabteilungen bei Industrie-Unternehmen
Bei Unternehmen, die nicht zum Finanzsektor zählen, war es lange Zeit üblich, dass die Abteilungen, die Geldhandelsgeschäfte abschlossen, auch den dazugehörigen Zahlungsverkehr durchführten. Die heute übliche ablauforganisatorische Unterteilung in Handel und Abwicklung hat sich erst seit den 1980er Jahren etabliert. Mittlerweile wird sie in großen Unternehmen meist noch durch ein Finanzrisikocontrolling ergänzt, das die Einhaltung der Risikopolitik des Unternehmens überwacht. Diese Entwicklung hat zwei Ursachen: Zum einen haben Unternehmen seit den 1980er Jahren in zunehmendem Maße begonnen, komplexe Finanzinstrumente wie beispielsweise Zinsswaps oder Währungsoptionen im Rahmen ihres Risikomanagements einzusetzen. Die gestiegene Anzahl abgeschlossener Transaktionen machte die Schaffung entsprechender organisatorischer Einheiten sinnvoll und notwendig. In vielen Unternehmen waren es jedoch Betrugsfälle, die den mittlerweile entstandenen Handlungsbedarf deutlich machten. Anfang 1986 wurde ein Betrugsfall bei der Volkswagen AG bekannt, bei dem für das Unternehmen tätige Wertpapierhändler ihren Arbeitgeber betrogen und dieser Betrug durch eine nicht trennscharfe Aufgabenteilung im Finanzmanagement erleichtert wurde. Dieser Betrugsfall hat weltweit dazu geführt, dass Unternehmen sich ihrer operationellen Risiken bewusst wurden und als Gegenmaßnahme Umorganisationen vornahmen.
Nach heutigem Verständnis gehört es zu den allgemeinen Sorgfaltspflichten einer Geschäftsführung, eine ausreichende Trennung zwischen Handel und Abwicklung durch eine entsprechende organisatorische Aufstellung zu gewährleisten. Sowohl Innenrevision als auch Wirtschaftsprüfer achten auf die vollständige Umsetzung dieser Trennung. Das am 1. Mai 1998 in Kraft getretene Gesetz zur Kontrolle und Transparenz im Unternehmensbereich (KonTraG) hat diese Trennung nicht festgeschrieben, da sich der Gesetzgeber bei der Verabschiedung von dem Grundsatz leiten ließ, dass eine weitere Regulierung des Unternehmensrechts weitestgehend vermieden werden sollte. Der Gesetzgeber überließ es der Selbstorganisation der Unternehmen, auf die sehr allgemein gehaltenen Forderungen des KonTraG zu reagieren. Dieses Gesetz fordert: „Der Vorstand hat geeignete Maßnahmen zu treffen, insbesondere ein Überwachungssystem einzurichten, damit den Fortbestand der Gesellschaft gefährdende Entwicklungen früh erkannt werden“ (§ 91 Abs. 2 AktG). Tatsächlich erschienen nach der Verabschiedung des KonTraG eine Reihe Publikationen, die die Aufbau- und Ablauforganisationen eines Finanzmanagements bei Nicht-Finanzinstituten zum Thema hatten. Zu den wichtigsten Publikationen zählen die Thesen zu den Mindeststandards, die von der Arbeitsgruppe „KonTraG“ des Verbandes Deutscher Treasurer e. V. erarbeitet wurden – sie wurden unter anderem in einem 1999 erschienenen Buch zusammengefasst. Als Mindestforderung wurde dort festgelegt, dass Handel, Abwicklung und Verbuchung von jeweils anderen Personen vorgenommen werden müssen. Die Trennung des Finanzmanagements in die drei getrennten organisatorischen Bereiche Handel, Abwicklung und Risikocontrolling wurde in dieser Publikation als wünschenswert bezeichnet. Gleichzeitig wies die Arbeitsgruppe jedoch auch darauf hin, dass eine solche Trennung aufgrund der typischen Größenordnung und der mangelnden Personalressourcen von Finanzabteilungen bei vielen Unternehmen nicht umsetzbar sei.  

### Erweitertes Aufgabengebiet
Die Durchführung des Massenzahlungsverkehrs zur Begleichung der Verpflichtungen der Kreditorenbuchhaltung gehört nicht zu den klassischen Kernkompetenzen des Backoffice. In vielen Unternehmen ist jedoch die Abwicklung auch für die Weiterleitung der in der Buchhaltung aufbereiteten Zahlungsverkehrsdateien an Banken zuständig, handelt die Konditionen des Zahlungsverkehrs aus und überprüft ihre Einhaltung. Diese Aufgaben sind jedoch genauso häufig auch im Cash Management eines Unternehmens angesiedelt.
Die Überprüfung, ob vom Handel nur genehmigte Transaktionen getätigt wurden und ob eingeräumte Kontrahenten- und Händlerlimite eingehalten wurden, ist der Abwicklung gelegentlich gleichfalls zugeordnet. Dafür ist aber auch häufig das Risikocontrolling zuständig.
Die MaRisk haben auch die Kontrolle der Marktkonformität abgeschlossener Geschäfte als Aufgabe der Abwicklung definiert. In Kreditinstituten wird diese Aufgabe entweder von der Abwicklung oder vom Risikocontrolling wahrgenommen. Unabhängig von der Zuordnung bereitete die Umsetzung dieser Anforderung jedoch in der Vergangenheit teilweise Probleme. Bei stark standardisierten und hochliquiden Transaktionen wie beispielsweise Devisen-Kassageschäften oder kurzlaufenden Devisenswaps in gängigen Währungen ist die Umsetzung sehr gut möglich, indem über Marktdatensysteme wie Reuters oder Bloomberg die Marktpreise zum Abschlusszeitpunkt festgestellt werden. Je weniger marktliquide ein Finanzmarktinstrument ist, desto schwieriger ist die Ermittlung eines zeitnahen Vergleichspreises. Deshalb sehen die MaRisk nach Art und Risikogehalt abgestufte Verfahren zur Marktgerechtigkeitskontrolle vor.
Zu dem erweiterten Aufgabenbereich einer Abwicklung gehört es auch, Daten aus Finanztransaktionen für das Rechnungswesen und den Bilanzbereich eines Unternehmens aufzubereiten.

## Prozesse
Eine gut funktionierende Abwicklung arbeitet auf Basis etablierter und sorgfältig durchorganisierter Prozesse. Dies ist notwendig, weil den Mitarbeitern mitunter nur sehr kurze Zeitfenster zur Verfügung stehen, um bestimmte Aufgaben durchzuführen. Hat der Handel beispielsweise um 12 Uhr ein US-Dollar-Overnight abgeschlossen, mit dem es verfügbare Liquidität in USD auf dem Geldmarkt anlegt, hat das Backoffice nur bis 14 Uhr Gelegenheit, den zu diesem Geschäft gehörenden Zahlungsverkehr abzuwickeln. Der Arbeitsprozess muss sicherstellen, dass der Abschluss dieses Geschäft sofort in der Abwicklung bemerkt wird und die Ausführung – in diesem Fall der Transfer des Geldbetrages auf die Bankkonten des Kontraktpartners, in aller Regel eine große Geschäftsbank – zeitgerecht und unter Beachtung von Sicherheitsvorkehrungen, wie dem Vier-Augen-Prinzip, durchgeführt wird. Erfolgt eine solche Zahlung nicht termingerecht, kann bereits eine eintägige Verzögerung bei den für Großunternehmen und Banken üblichen Transaktionsgrößen hohe Strafzinsen zur Folge haben.
In Großunternehmen, wie beispielsweise den im DAX notierten Konzernen, sind die Prozesse zwischen Handel und Abwicklung weitgehend automatisiert und werden von einem sogenannten Treasury-System unterstützt. Die Eingabe einer Finanztransaktion führt dann systemseitig zu einer automatischen Benachrichtigung des Backoffice, dass ein weiteres Geschäft getätigt wurde. In Großbanken ist der Ablauf vergleichbar, hier spricht man bei den positionsführenden EDV-Systemen des Handels und der Abwicklung jedoch normalerweise von Front-Office- bzw. Back-Office-Systemen. Diese greifen entweder auf denselben Datenbestand zu (integrierte Front-/Back-Office-Systeme) oder sind über automatisierte EDV-Schnittstellen miteinander verbunden. Nur bei kleineren Kreditinstituten und einer geringen Handelstätigkeit erfolgt die Überleitung der Geschäfte vom Handel in die Abwicklung noch auf dem Papierweg.
Die Ausgestaltung insbesondere des Bestätigungsprozesses hängt von der Art des Geschäftes ab. Bei stark standardisierten Transaktionen wie Geldhandelsgeschäften oder Devisenkassageschäften erfolgt die Bestätigung in der Regel noch am Abschlusstag. Dabei kommen oft elektronische Medien wie SWIFT zum Einsatz. Dies erlaubt auch einen automatisierten Abgleich von Bestätigung und Gegenbestätigung. Weitgehend standardisierte Geschäfte wie beispielsweise Zinsswaps werden häufig per Fax bestätigt, wobei das Bestätigungsverfahren wenige Tage dauert. Je komplexer außerbörslich gehandelte Derivatgeschäfte strukturiert sind, desto umfangreicher sind die Geschäftsbestätigungen und desto länger dauert das Bestätigungsverfahren. Hier hat es sich eingebürgert, dass nur eine Vertragspartei die volle Bestätigung – die dann den Umfang eines Vertrages hat – ausfertigt. Die Abwicklungsabteilungen beider Parteien tauschen dann zeitnah nach Geschäftsabschluss Kurzbestätigungen aus.
Die Back-Office-Systeme verfügen gerade bei umfangreicher Handelstätigkeit wiederum über Schnittstellen zu nachgelagerten Prozessen. Insbesondere ist hier die Generierung von Zahlungsanweisungen für den Zahlungsverkehr und von Buchungssätzen für das Rechnungswesensystem zu nennen.

## Personal
Eine Vielzahl von Prozessen des Backoffice setzt das Vier-Augen-Prinzip voraus. So werden beispielsweise Zahlungsverkehrsdaten von einer Person eingegeben beziehungsweise bei einem weitgehend automatisierten Prozess erstmals autorisiert und von einer zweiten Person freigegeben. Sechs-Augen-Prozesse sind die Ausnahme.
Als Mindestgröße für die personelle Ausstattung einer Abwicklung gilt daher eine Mitarbeiterzahl von vier Personen, wenn die Sicherheitsvorkehrung für alle Prozesse maximal eine Vier-Augen-Kontrolle vorsieht. Bei dieser Besetzungsgröße kann jeweils ein Mitarbeiter in Urlaub gehen. Fällt eine weitere Person krankheitsbedingt aus, können die Prozesse weiterhin ordnungsgemäß durchgeführt werden. Um einen reibungslosen Ablauf auch bei einem weiteren Krankheitsfall zu gewährleisten, sind für den Notfall für einen weiteren Personenkreis entsprechende Passwörter und gegebenenfalls Arbeitsanweisungen hinterlegt, die in versiegelten Umschlägen in einem Tresor oder an einer sonstigen weitgehend gesicherten Stelle aufbewahrt werden.
Diese Anforderungen an die personelle Ausstattung machen klar, warum es insbesondere mittelständischen Unternehmen schwerfällt, die für einen ordnungsgemäßen Ablauf des Finanzmanagements notwendige Trennung zwischen Handel und Abwicklung umzusetzen. Mittelständische Unternehmen behelfen sich in der Regel, indem sie die Aufgaben in Abteilungen ansiedeln, deren Kernaufgaben in einem anderen Bereich liegen. So werden beispielsweise der Tages- und Termingeldhandel durch Mitarbeiter des Controllings als Nebenaufgabe wahrgenommen, während die Aufgaben des Backoffice der Debitorenbuchhaltung zugeordnet sind.

## Probleme
Zwischen den Mitarbeitern einer Abwicklungsabteilung und denen einer Handelsabteilung besteht bei den meisten Unternehmen und Kreditinstituten ein deutliches Lohngefälle. Außerdem verfügen Handelsmitarbeiter häufig über eine größere Nähe zu den Märkten und Produkten. Trotz der personellen Trennung zwischen Handel und Abwicklung ist eine enge Zusammenarbeit zwischen den beiden Abteilungen notwendig, d. h. die Mitarbeiter der Abwicklung und des Handels stehen arbeitstäglich miteinander im engen Austausch. Mitarbeiter des Backoffice müssen bei auffälligen Transaktion reagieren und gegebenenfalls Eskalationsmaßnahmen einleiten. Die erste Maßnahme ist in der Regel eine Kontrolle des Abwicklungsmitarbeiters und dem Händler, weil Auffälligkeiten oft auf Fehleingaben und damit schlichten Arbeitsfehlern beruhen. Handelt es sich jedoch nicht um schlichte Eingabefehler, besteht die Gefahr, dass die marktnäheren Kollegen des Frontoffices ihren Kollegen davon überzeugen, die Abweichung als geschäftstypisch zu ignorieren. Dieses Risiko steigt, wenn ein Händler mit komplexen Produkten handelt.

## Abwicklung Supportprozess oder Kernprozess
Die Aufgaben, die eine Abwicklung wahrnimmt, zählen auf Unternehmensseite aus betriebswirtschaftlicher Sicht zu den Supportprozessen, die zwar wahrgenommen werden müssen, die aber nicht zu den Kernaufgaben eines Unternehmens gehören, da sie keinen direkten Kundennutzen darstellen oder Wettbewerbsvorteil sichern. Bei Finanzinstituten liegt die Zuordnung der Aufgaben des Backoffice zu den Kernprozessen nahe, da ein gut funktionierendes Backoffice sowohl zur Kundenzufriedenheit beitragen als auch einen Wettbewerbsvorteil bedeuten kann. Kunden wären hier sowohl andere Finanzinstitute als auch Unternehmen, die mit dem Finanzinstitut Finanztransaktionen abschließen. Häufig mangelhaft ausgeführte Bestätigungen oder die verspätete Erfüllung von Zahlungsverpflichtungen können dazu führen, dass Kontrahenten dieses Finanzinstitut von der Liste der Kontrahenten streichen, mit denen sie solche Transaktionen abschließen würden.
Als Supportprozess werden die Aufgaben des Backoffice bei Unternehmen gelegentlich daraufhin überprüft, ob sie ein Outsourcing-Potential darstellen. Bis jetzt ist jedoch kein Unternehmen bekannt, das dies umgesetzt hat. Grund dürften sowohl die sensiblen Daten sein, mit denen ein Backoffice umgeht – abgeschlossene Finanztransaktionen lassen auf das finanzielle Risikoprofil eines Unternehmens rückschließen – als auch die enge zeitliche Abfolge der Prozesse zwischen Frontoffice und Backoffice, die eine Auslagerung eines Teils der Prozesse schwierig macht.
Bei Finanzinstituten sind in den letzten Jahren jedoch einige Schritte unternommen worden, Abwicklungsfunktionalitäten zusammenzulegen. Einige international tätige Großbanken haben Abwicklungsaufgaben auf jeweils einen Standort in Europa (meistens London oder Dublin), Nordamerika und Asien (meistens Singapur) konzentriert. Eine in Frankfurt am Main angesiedelte Handelsabteilung eines Finanzinstitutes, die mit deutschsprachigen Unternehmen beispielsweise Finanzinstrumente zur Absicherung des Wechselkursrisikos abschließt, würde dann mit einer in London oder Dublin sitzenden Abwicklungsabteilung zusammenarbeiten, die neben der Handelsabteilung in Frankfurt beispielsweise auch eine in London ansässige Handelsabteilung betreut.